# Ciolkovszkij (település)
Ciolkovszkij (oroszul: Циолковский) város Oroszország ázsiai részén, az Amuri területen, az azonos nevű zárt közigazgatási egység központja. Egy részének korábbi neve: Uglegorszk. Népessége: 5892 fő (a 2010. évi népszámláláskor).
A várost Konsztantyin Eduardovics Ciolkovszkij orosz tudósról, a modern rakétatechnika és űrkutatás elméleti megalapozójáról nevezték el.

## Elhelyezkedése
Blagovescsenszk területi székhelytől kb. 180 km-re északnyugatra, a kínai határtól 125 km-re fekszik, a Zeja és mellékfolyója, a Nagy-Pjora között. A Vosztocsnij űrrepülőtér mellett, Szvobodnij várostól 45 km-re északra épült, illetve épül. A transzszibériai vasútvonal Simanovszk és Szvobodnij közötti szakaszáról szárnyvonal vezet a város mellett az űrrepülőtérhez. 

## Története, részei
Uglekorszkot 1961-ben alapították. 1965-től zárt településsé nyilvánították és egy rakétahadosztály bázisa mellett építették fel. Az elnevezést (Uglegorszk jelentése: 'szén-hegy') 1969-ig megtévesztésül használták, hogy eltereljék a figyelmet a rakétaindítóhelyek építéséről. 1969 és 1994 között a település neve Szvobodnij-18, 1994-től 2015-ig ismét Uglegorszk.
1993-ban a rakétahadosztályt feloszlatták, majd 1996-ban a korábbi bázis alapján hozták létre a Szvobodnij űrrepülőteret. Ez volt hivatott átvenni a kazahsztáni Bajkonur objektumainak egyes feladait és 2007-ig működött. 2007-ben Putyin elnök elrendelte az új Vosztocsnij űrrepülőtér létesítését (ugyanabban a körzetben), melyet 2011-ben kezdtek építeni. Ezzel egy időben kezdődött az új település építése is. Putyin 2013-ban javasolta, hogy az űrrepülőtér melletti város vegye fel Ciolkovszkij nevét, ám 2015-ben Uglekorszkot városi rangra emelték és év végén Ciolkovszkijról nevezték el. 2016-ban az egész zárt közigazgatási egység is felvette a Ciolkovszkij nevet.
A TASZSZ orosz hírügynökség különtudósítója 2016 tavaszán két azonos nevű zárt városról írt: Uglegorszk régi városról és az éppen épülő új ún. tudomány-városról, melyeket egyaránt Ciolkovszkijnak neveznek. Akkor Uglegorszk kb. hatezer fős, elhanyagolt több szintes házakból álló, unalmas település volt, de az új kórház épületegyüttese már elkészült. Az új Ciolkovszkij épülő lakótelepén az űrrepülőtér magasan képzett szakemberei kaptak/kapnak bútorozott szolgálati lakást.
Az űrközpont építésével kapcsolatban több büntetőeljárás indult, és korrupció gyanújával 2017 őszén a tudomány-város polgármesterét is őrizetbe vették. A 2018 őszén hivatalba lépett új polgármester már nem két városról, hanem két városrészről (pontosabban két külön mikrorajonról) beszélt, melyet már aszfaltút kötött össze. Az új városrész csak fokozatosan, az űrrepülőtér építésének ütemezésével egyeztetve épül tovább. Ám a régi városrész (a korábbi Uglegorszk) életkörülményeit rossznak tartotta, a lakóházak többsége (szinte mind önkormányzati tulajdonban), a város egész infrastruktúrája felújításra szorult, bár kisebb sikereket is említett. A városi sportközpont és uszoda építése 2005-ben kezdődött; néhány termét 2011-ben adták át, de a munkát leállították és csak 2018-ban folytatták. Az uszoda megnyitását 2019 végére ígérték.
Az új városrészben, az űrrepülőtér melletti Csillagváros lakótelepen 2019-ig hat lakóépületet vehettek birtokba a lakók, kb. 1500 fő; a hetedik több szintes lakóház átadását 2019. őszre várták. Tervek szerint Ciolkovszkij lesz az első oroszországi ún. okos város (smart city), ahol minden épület, az infrastruktúra, a tűzvédelmi- és biztonsági berendezések, stb. működését teljes egészében központi rendszer ellenőrzi.